# Harold Halse
Harold Halse (ur. 1 stycznia 1886, zm. 25 marca 1949) – angielski piłkarz, który występował na pozycji napastnika.

## Kariera klubowa
W 1905 został zawodnikiem Clapton Orient, skąd w czerwcu 1906 odszedł do Souhtend United, gdzie w 64 meczach zdobył 91 bramek. W marcu 1908 przeszedł do Manchesteru United za 350 funtów. Z United zdobył dwa tytuły mistrza Anglii oraz Puchar Anglii. W sumie biorąc pod uwagę rozgrywki ligowe i pucharowe, wystąpił w United w 125 meczach i zdobył 56 bramek.
W lipcu 1912 został sprzedany do Aston Villi za 1200 funtów. W kwietniu 1913 zagrał w finale Pucharu Anglii, w którym Aston Villa pokonała Sunderland 1:0. W maju 1913 został zawodnikiem Chelsea, z którą wystąpił w finale Pucharu Anglii. Grał jeszcze w Charlton Athletic, w którym zakończył piłkarską karierę w 1923.

## Kariera reprezentacyjna
Halse zaliczył jeden występ w kadrze narodowej, 1 czerwca 1909 w meczu przeciwko Austrii, w którym zdobył dwie bramki.
| #  | Data           | Miejsce            | Mecz             | Wynik | Bramki | Rozgrywki       |
| -- | -------------- | ------------------ | ---------------- | ----- | ------ | --------------- |
| 1. | 1 czerwca 1909 | Hohe Warte Stadion | Austria – Anglia | 1:8   |        | mecz towarzyski |

## Sukcesy
Manchester United
- Mistrzostwo Anglii (2): 1907/1908, 1910/1911
- Puchar Anglii (1): 1908/1909

Aston Villa
- Puchar Anglii (1): 1912/1913

Chelsea
- Finalista Puchar Anglii (1): 1914/1915